# Cimera de Hanoi
La cimera de Hanoi va ser una cimera de dos dies entre el líder suprem de Corea del Nord, Kim Jong-un, i el president dels Estats Units, Donald Trump, celebrada a Grand Hotel Métropole de Hanoi, capital del Vietnam, durant els dies 27 i 28 de febrer de 2019. Aquest va ser la segona trobada entre els líders de la RPDC i els Estats Units després de la seva primera cimera a Singapur l'any anterior.
El 28 de febrer de 2019, la Casa Blanca va anunciar que la cimera s'havia interromput i que no s'havia aconseguit cap acord. Trump va aclarir després que es devia a la petició de Corea del Nord de posar fi a totes les sancions. El ministre d'Afers exteriors nord-coreà, Ri Yong-ho, va afirmar que el país només buscava un aixecament parcial de les cinc sancions de les Nacions Unides imposades a Corea del Nord entre 2016 i 2017.